# Verbascum boissieri
Verbascum boissieri är en flenörtsväxtart som först beskrevs av Theodor Heinrich von Heldreich, Amp; Sart. och Pierre Edmond Boissier, och fick sitt nu gällande namn av O. Kuntze. Verbascum boissieri ingår i släktet kungsljus, och familjen flenörtsväxter. Inga underarter finns listade i Catalogue of Life.